# Linley Frame
Linley Frame (Melbourne, Australia, 12 de noviembre de 1971) es una nadadora australiana retirada especializada en pruebas de estilo braza, donde consiguió ser campeona mundial en 1991 en los 100 metros estilo braza.

## Carrera deportiva
En el Campeonato Mundial de Natación de 1991 celebrado en Perth (Australia), ganó la medalla de oro en los 100 metros estilo braza, con un tiempo de 1:08.81 segundos que fue récord del mundo, por delante de la alemana Jana Dörries  y la soviética Elena Volkova; además ganó dos medallas de plata: en 200 metros braza, tras la soviética Elena Volkova, y en relevos de 4x100 metros estilos, nadando el largo de braza, y llegaron a meta tras el equipo estadounidense y por delante de las alemanas.